# Banki
Banki là một thị xã và là nơi đặt ủy ban khu vực quy hoạch (notified area committee) của quận Cuttack thuộc bang Orissa, Ấn Độ.

## Địa lý
Banki có vị trí 20°23′B 85°32′Đ / 20,38°B 85,53°Đ Nó có độ cao trung bình là 48 mét (157 foot).

## Nhân khẩu
Theo điều tra dân số năm 2001 của Ấn Độ, Banki có dân số 15.987 người. Phái nam chiếm 52% tổng số dân và phái nữ chiếm 48%. Banki có tỷ lệ 76% biết đọc biết viết, cao hơn tỷ lệ trung bình toàn quốc là 59,5%: tỷ lệ cho phái nam là 82%, và tỷ lệ cho phái nữ là 69%. Tại Banki, 11% dân số nhỏ hơn 6 tuổi.